# Koude Keuken
Koude Keuken is een wijk in Sint-Andries, deelgemeente van de Belgische stad Brugge. De woonwijk ligt tussen de expresweg N31, de gemeentegrens met Varsenare, de Gistelse Steenweg (N367) en de spoorlijn Brugge-Oostende. In de wijk liggen onder meer een groot parkdomein, het Penitentiair Complex Brugge en de voormalige vrouwengevangenis Refuge, later een gesloten centrum voor uitgeprocedeerde asielzoekers en illegalen.

## Het domein

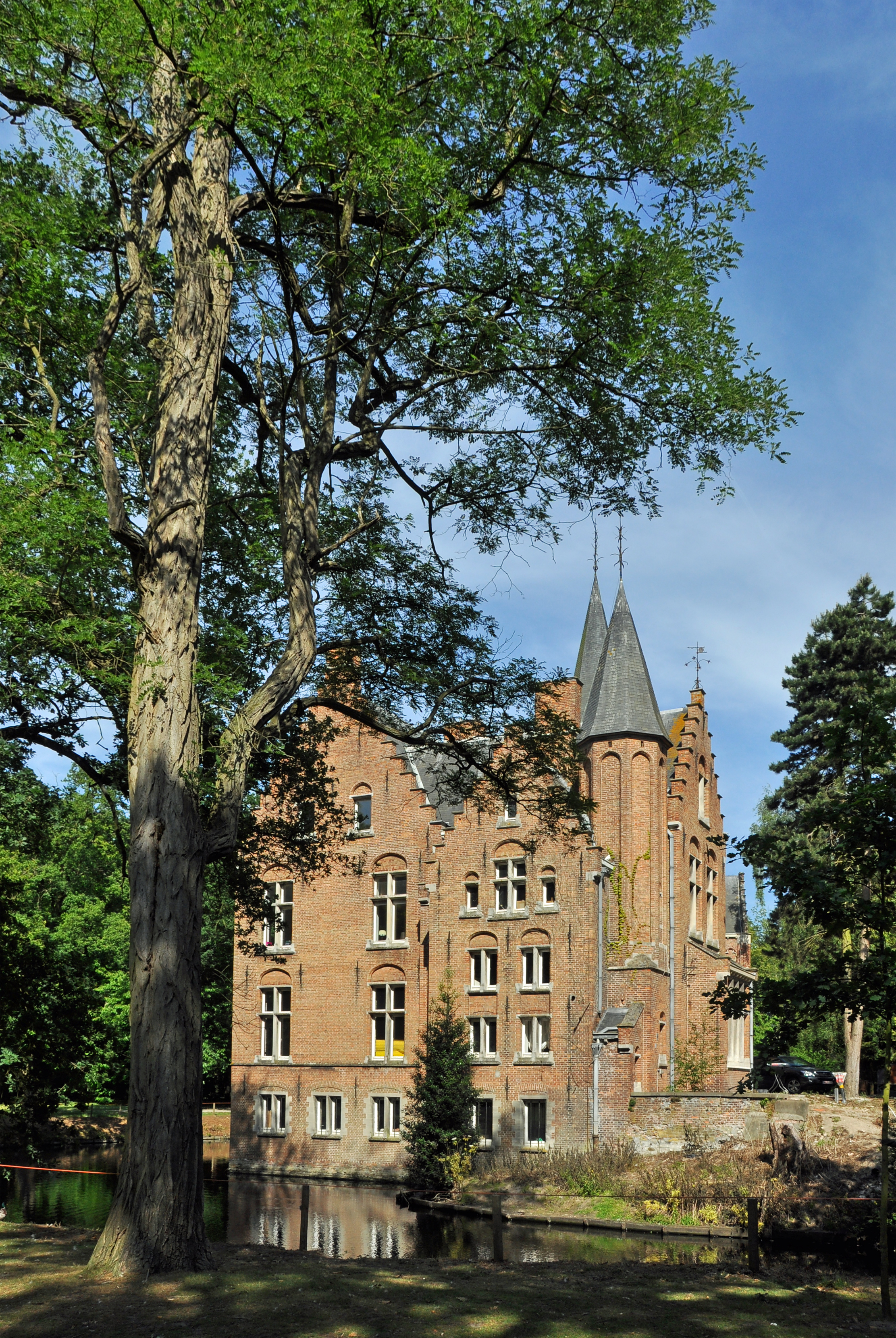
Kasteel Koude Keuken

Centraal in de wijk ligt het domein "Koude Keuken", waarnaar de wijk is genoemd. Het domein omvat een groot park (ca. 20 ha) met een vijver en een middeleeuws kasteeltje, en een sportcomplex. De vijver is het restant van een zandwinning.
Het kasteel kreeg rond 1328 de naam "Cateline", naar de eerst bekende eigenares, Catelyne Coudeceucken. Het kasteel is volledig onderkelderd en voorzien van een walgracht. In 2004 werd het kasteel openbaar verkocht door Stad Brugge. Het kasteel werd door de nieuwe eigenaars volledig gerestaureerd en omgedoopt tot "Château de Beausart". De gelijkvloerse verdieping deed dienst als restaurant en feestzaal, op de bovenste verdiepingen bevonden zich privévertrekken en hotelkamers. In 2009 werd het kasteel opnieuw verkocht en kreeg het zijn oude naam terug.
Het sportcomplex bestaat uit enkele sportterreinen voor voetbal, tennis, basketbal en petanque, en een sporthal met mogelijkheden voor tennis, volleybal, basketbal, handbal, badminton, turnen, minivoetbal, minibasketbal, zaalvoetbal en handboogschieten op twee staande wippen.
Voorts hebben in het Koude-Keukendomein ook verscheidene jeugdbewegingen hun lokalen, zoals de scoutsenverenigingen Grimmertinge (meisjes), Sint-Hubertus (jongens) en Savio (jongens), de Chirobeweging WAWW en de KSA Ter Straeten.

## Verkeer en vervoer
Hoewel ze door enkele belangrijke verkeersassen wordt begrensd, lopen door de wijk zelf geen belangrijke verkeersaders. Wel loopt parallel met de Gistelse Steenweg de historische Zandstraat door Koude Keuken.
Lijn 15 van de Brugse stadsbussen bedient de wijk zelf, lijn 9 bedient het oosten van de wijk (gevangenis), en lijn 5, voorstadslijn 53 en streeklijnen 52, 54 en 55 bedienen het zuiden van de wijk via de Gistelse Steenweg.

## Divers
op 15 februari 1998 was het domein het decor voor hevige voetbalrellen. Een 200-tal Brugse hooligans namen het toen op tegen een gelijk aantal hooligans van hun aartsrivaal Antwerp. Beide partijen kregen toen hulp van Nederlandse relschoppers waarmee ze vriendschapsbanden hadden. Deze confrontatie werd weken op voorhand gepland en duurde zo'n 15 minuten, tot de politie er een eind aan maakte. Twee Antwerp-hooligans werden met steekwonden naar het ziekenhuis gebracht en enkelen werden gearresteerd. De slag om de Koude Keuken wordt door harde kernen beschouwd als een van de hoogtepunten uit de geschiedenis van het Belgisch hooliganisme.
Deelgemeenten: Assebroek · Dudzele · Koolkerke · Lissewege · Sint-Andries · Sint-Kruis · Sint-Michiels

Zie ook: lijst van wijken en kernen in Brugge

Belgische gemeenten · Arrondissement Brugge · West-Vlaanderen · Vlaanderen